# 茶扎乡
茶扎乡，是中华人民共和国四川省甘孜藏族自治州甘孜县下辖的一个乡镇级行政单位。

## 行政区划
茶扎乡下辖以下地区：
木通一村、木通二村、戈柯村、银多村、色须塘村、夺呷村和雅绒村。